# Pojedynek Gigantów

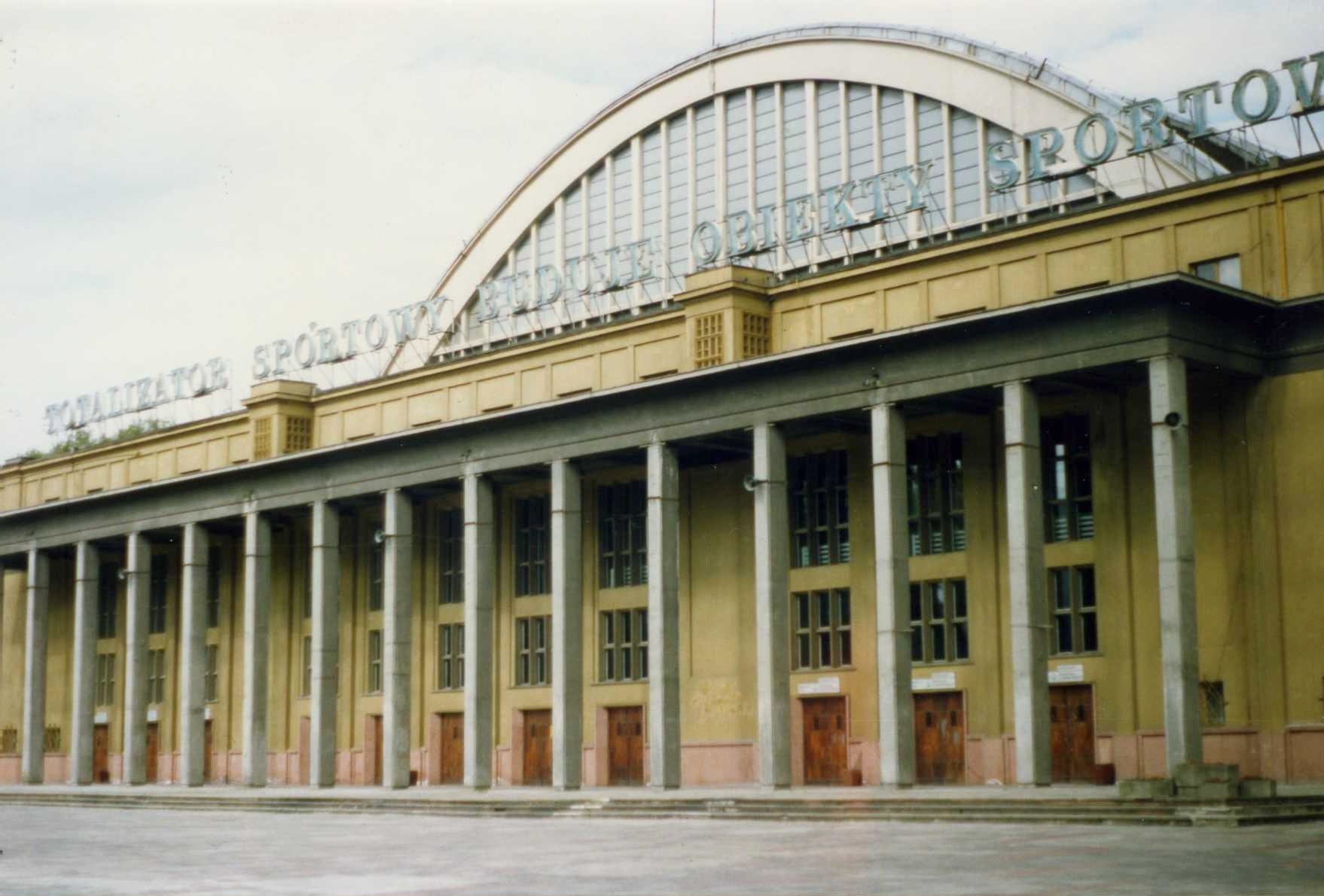
Hala Sportowa MOSiR-u w Łodzi, w której odbywały się Pojedynki Gigantów

Pojedynek Gigantów – doroczne zawody siłaczy, organizowane od 2005 w Łodzi przez Mariusza Pudzianowskiego.

## Pierwszy Pojedynek Gigantów
Data: 28 stycznia 2005

Miejsce: Łódź

Zawody indywidualne

WYNIKI ZAWODÓW:
| Miejsce | Zawodnik             | Kraj    | Punkty |
| ------- | -------------------- | ------- | ------ |
| 1.      | Mariusz Pudzianowski | Polska  | 41     |
| 2.      | Jarosław Dymek       | Polska  | 31,5   |
| 3.      | Ołeksandr Pekanow    | Ukraina | 24,5   |
| 4.      | Raivis Vidzis        | Łotwa   | 19,5   |
| 5.      | Sławomir Toczek      | Polska  | 15,5   |
| 6.      | Agris Kazelniks      | Łotwa   | 14     |

## Drugi Pojedynek Gigantów
Data: 4 lutego 2006

Miejsce: Łódź

Zawody indywidualne

WYNIKI ZAWODÓW:
| Miejsce | Zawodnik             | Kraj    | Punkty |
| ------- | -------------------- | ------- | ------ |
| 1.      | Mariusz Pudzianowski | Polska  | ?      |
| 2.      | Sławomir Toczek      | Polska  | ?      |
| 3.      | Sebastian Wenta      | Polska  | ?      |
| 4.      | Michaił Starow       | Ukraina | ?      |
| 5.      | Raivis Vidzis        | Łotwa   | ?      |
| 6.      | Ralf Ber             | Austria | ?      |

## Trzeci Pojedynek Gigantów
Data: 3 lutego 2007

Miejsce: Łódź

Zawody indywidualne

WYNIKI ZAWODÓW:
| Miejsce | Zawodnik             | Kraj              | Punkty |
| ------- | -------------------- | ----------------- | ------ |
| 1.      | Mariusz Pudzianowski | Polska            | 52     |
| 2.      | Stojan Todorczew     | Bułgaria          | 34     |
| 3.      | Mark Felix           | Grenada           | 31     |
| 4.      | Sebastian Wenta      | Polska            | 30,5   |
| 5.      | Kevin Nee            | Stany Zjednoczone | 30     |
| 6.      | Raivis Vidzis        | Łotwa             | 26,5   |
| 7.      | Sławomir Toczek      | Polska            | 26     |
| 8.      | Terry Hollands       | Anglia            | 16     |

## Czwarty Pojedynek Gigantów: Polska kontra USA
Data: 9 lutego 2008

Miejsce: Łódź

Zawody drużynowe

WYNIKI ZAWODÓW:
| Miejsce | Zawodnicy                                                                 | Kraj              | Punkty |
| ------- | ------------------------------------------------------------------------- | ----------------- | ------ |
| 1.      | Jarosław Dymek, Mariusz Pudzianowski, Grzegorz Szymański, Sebastian Wenta | Polska            | 15,5   |
| 2.      | Jason Bergmann, Karl Gillingham, Dave Ostlund, Josh Thigpen               | Stany Zjednoczone | 12,5   |

## Piąty Pojedynek Gigantów
Data: 28 lutego 2009

Miejsce: Łódź

Zawody indywidualne

WYNIKI ZAWODÓW:
| Miejsce | Zawodnik              | Kraj   | Punkty            |
| ------- | --------------------- | ------ | ----------------- |
| 1.      | Krzysztof Radzikowski | Polska | 40                |
| 2.      | Grzegorz Szymański    | Polska | 39                |
| 3.      | Rafał Kobylarz        | Polska | 28,5              |
| 4.      | Sławomir Orzeł        | Polska | 24                |
| 5.      | Mateusz Baron         | Polska | 23,5              |
| 6.      | Sławomir Toczek       | Polska | 20,5              |
| 7.      | Tomasz Nowotniak      | Polska | 19                |
| 8.      | Mariusz Pudzianowski  | Polska | 15 (kontuzjowany) |